# باك سترايك ماستر
باك 167 سترايك ماستر (بالإنجليزية: BAC 167 Strikemaster)‏ هي طائرة تدريب نفاثة وهجوم أرضي خفيف، بريطانية الصنع. طورت من طائرة التدريب باك جت بروفوست، والتي بدورها كانت النسخة المطورة والمزودة بمحرك نفاث من صيغة الطائرة بيرسيفال بروفوست والتي طارت في الأصل في عام 1950 وكانت تعمل بمحرك مروحي مكبس شعاعي.

## المتغيرات

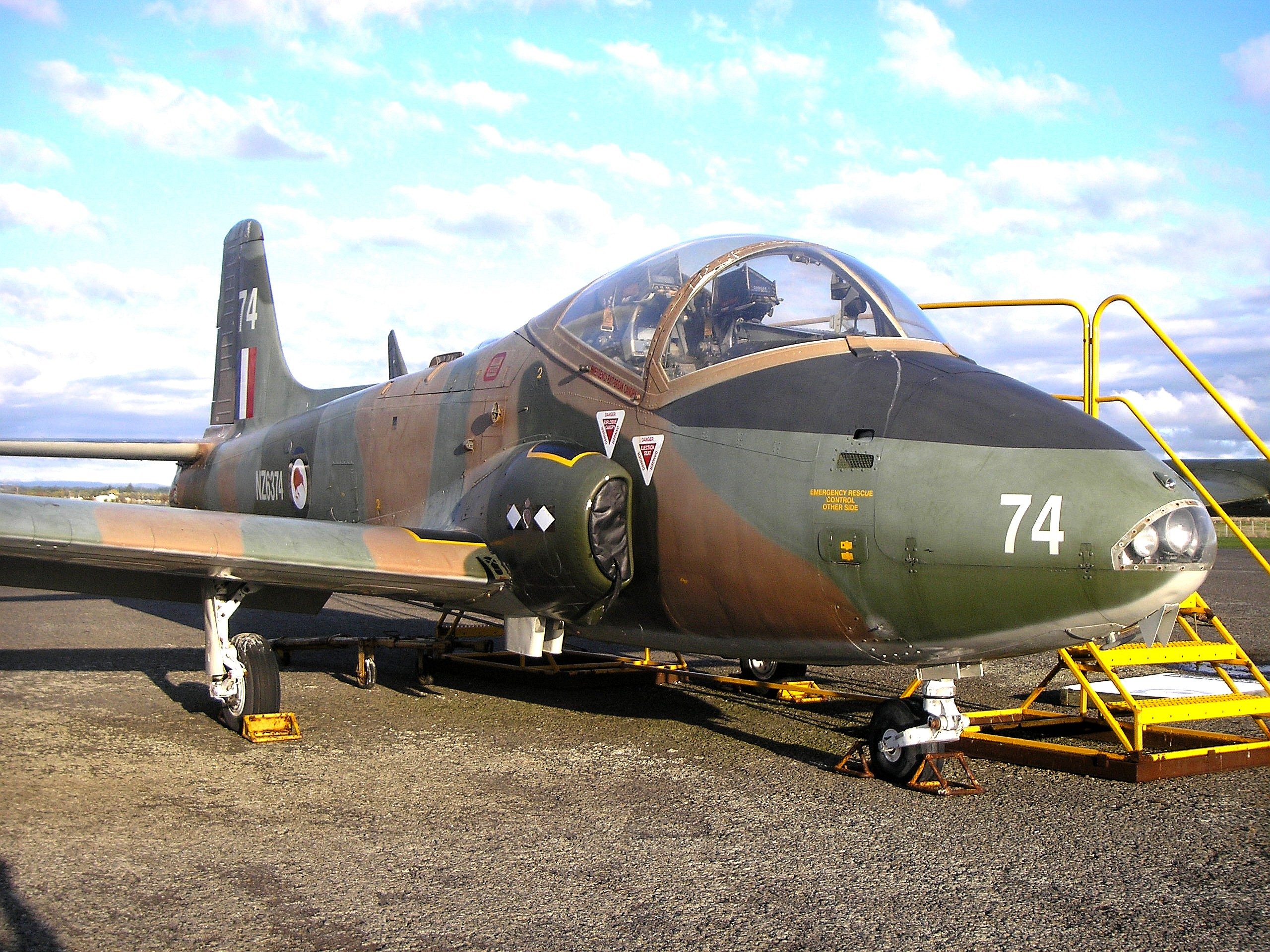
Photographed 14 years after it was retired, this BAC Strikemaster still wears the colours of No. 14 Squadron RNZAF.

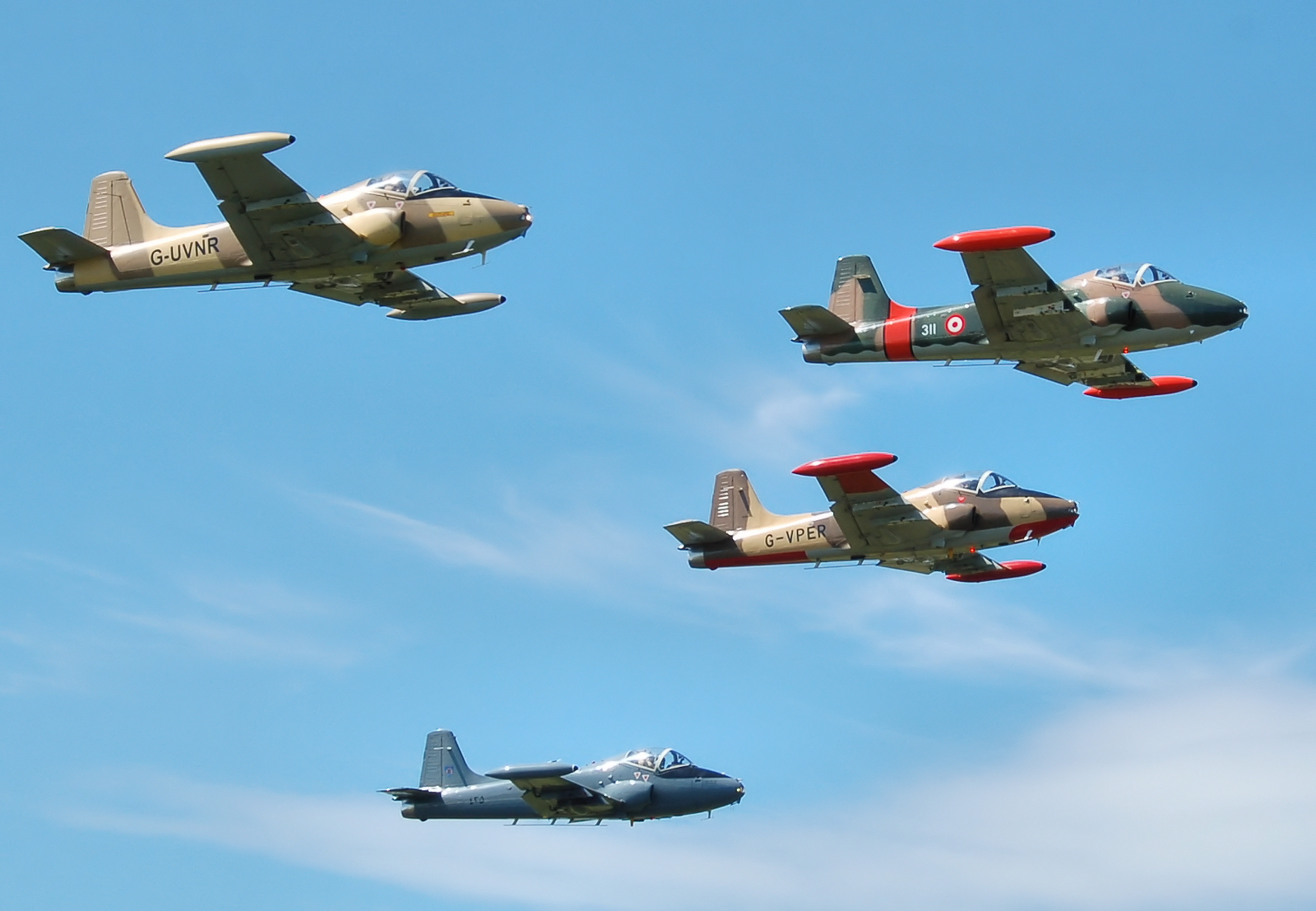
The four BAC Strikemasters of the UK استعراض جوي display team Team Viper at Cotswold Airport، غلوسترشير، إنجلترا

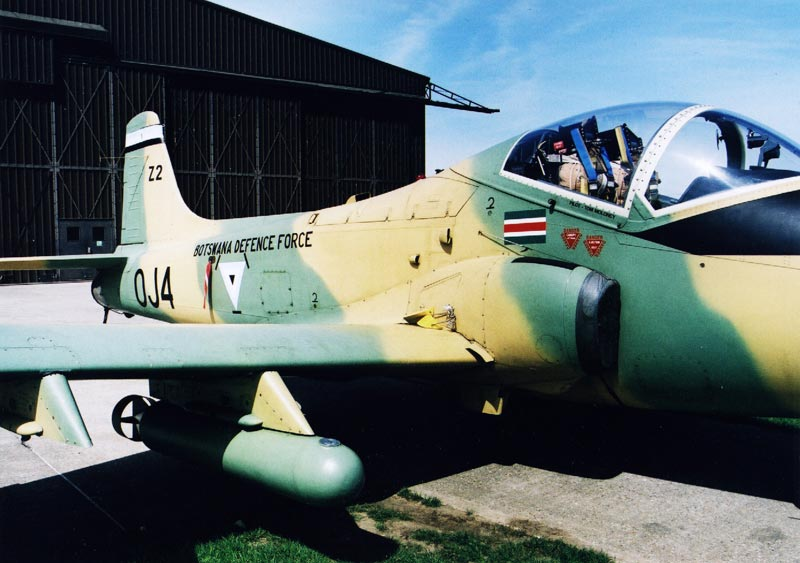
سترايك ماستر من بوتسوانا

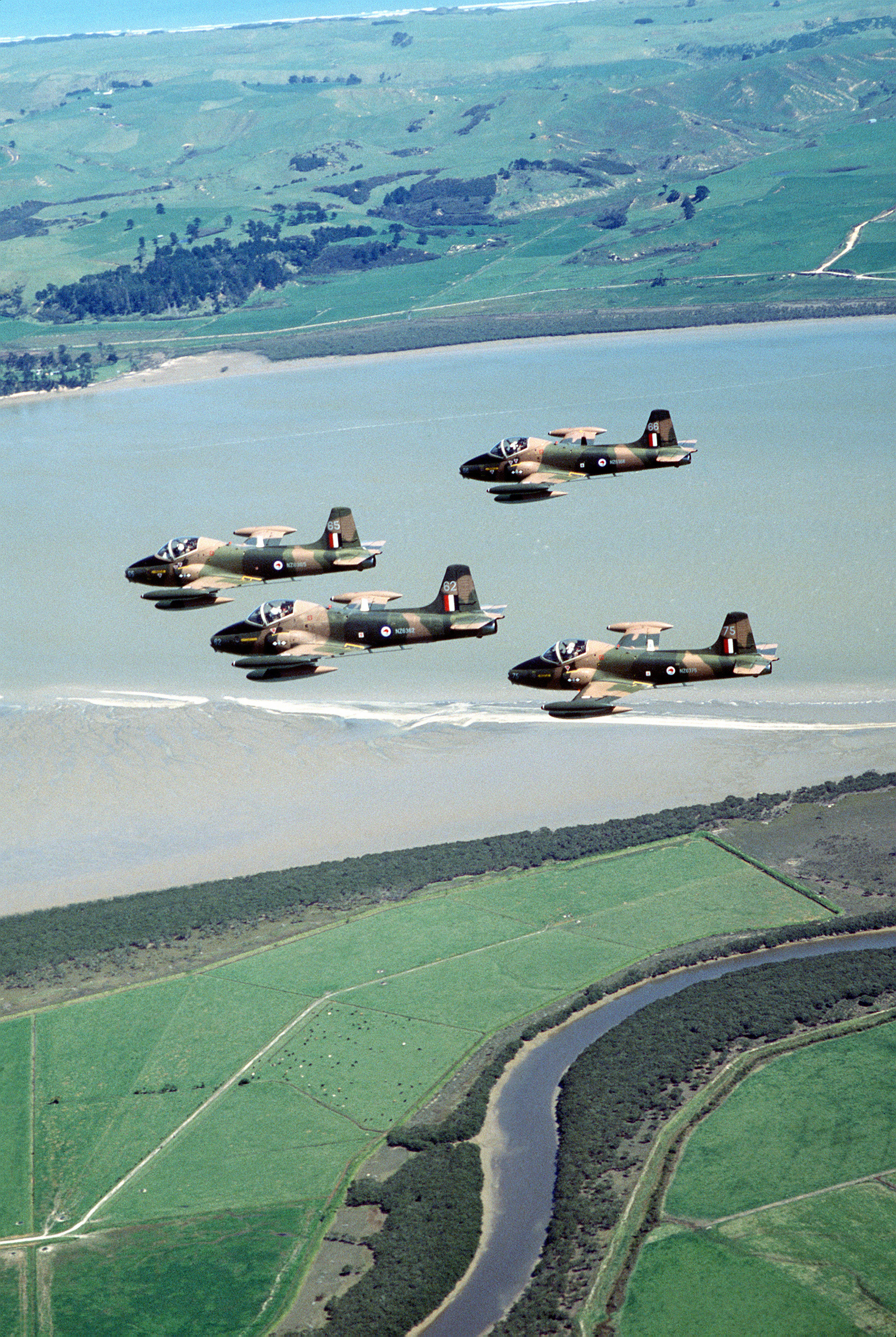
RNZAF Strikemasters in 1984

- Strikemaster Mk 80 : نسخة التصدير إلى السعودية، 25 طائرة.
- Strikemaster Mk 80A: تم بيع 20 طائرة إلى المملكة العربية السعودية كجزء من طلبية أخرى.
- Strikemaster Mk 81 : نسخة التصدير إلى جمهورية اليمن الديمقراطية الشعبية، أربع طائرات.
- Strikemaster Mk 82 : نسخة التصدير إلى سلطنة عمان، 12 طائرة.
- Strikemaster Mk 82A: تم بيع 12 طائرة إلى المملكة العربية السعودية كجزء من طلبية أخرى.
- Strikemaster Mk 83 : نسخة التصدير إلى الكويت، 12 طائرة.
- Strikemaster Mk 84 : نسخة التصدير إلى سنغافورة، 16 طائرة.
- Strikemaster Mk 87 : نسخة التصدير إلى كينيا، ست طائرات.
- Strikemaster Mk 88 : نسخة التصدير إلى نيوزيلندا، 16 طائرة.
- Strikemaster Mk 89 : نسخة التصدير إلى الإكوادور، 22 طائرة.
- Strikemaster Mk 89A: عدد من الطائرات تم بيع عدد من الطائرات إلى الإكوادور كجزء من طلبية أخرى.
- Strikemaster Mk 90 : نسخة التصدير إلى السودان. أخر سترايك ماستر تم تسليمها للسودان في عام 1984.

### الإنتاج
- سترايك ماستر 80: 136
- سترايك ماستر 90: 10

## المشغلين
بوتسوانا
- Botswana Defence Force Air Wing operated briefly ex-Kuwaiti Mk 83s and ex-Kenyan Mk 87s.(decommissioned from the BDF)

 الإكوادور
- القوات الجوية الاكوادورية تلقت طائرات باك سترايك ماستر Mk 89/89A.

 كينيا
- سلاح الجو الكيني تلقت طائرات باك سترايك ماستر (Mk 87).

 الكويت
- القوة الجوية الكويتية تلقت طائرات باك سترايك ماستر (Mk 83).

 نيوزيلندا
- سلاح الجو الملكي النيوزيلندي
  - No. 14 Squadron RNZAF استلمت 16 باك سترايك ماستر (Mk 88).
- Strikemaster Ltd operates two ex-RNZAF باك سترايك ماستر (Mk 88).

 عُمان
- سلاح الجو السلطاني العماني تلقت طائرات باك سترايك ماستر (Mk 82/82A).

 السعودية
- القوات الجوية الملكية السعودية تلقت طائرات باك سترايك ماستر (Mk 80/80A).

 سنغافورة
- القوات الجوية السنغافورية تلقت طائرات باك سترايك ماستر (Mk 84)، جميعها تقاعد في عام 1984.

 South Yemen
- القوات الجوية اليمنية تلقت طائرات باك سترايك ماستر (Mk 81).

 السودان
- القوات الجوية السودانية تلقت طائرات باك سترايك ماستر (Mk 90).

 الولايات المتحدة
- بلو إير للتدريب (LLC) تشغل أسطولا كبيرا من طرازات متنوعة من سترايك ماستر (Mk) ولكن في الغالب (Mk 88) و (Mk 80) دعما للعقود الدفاع الأمريكية..

## مواصفات (Strikemaster Mk 88)

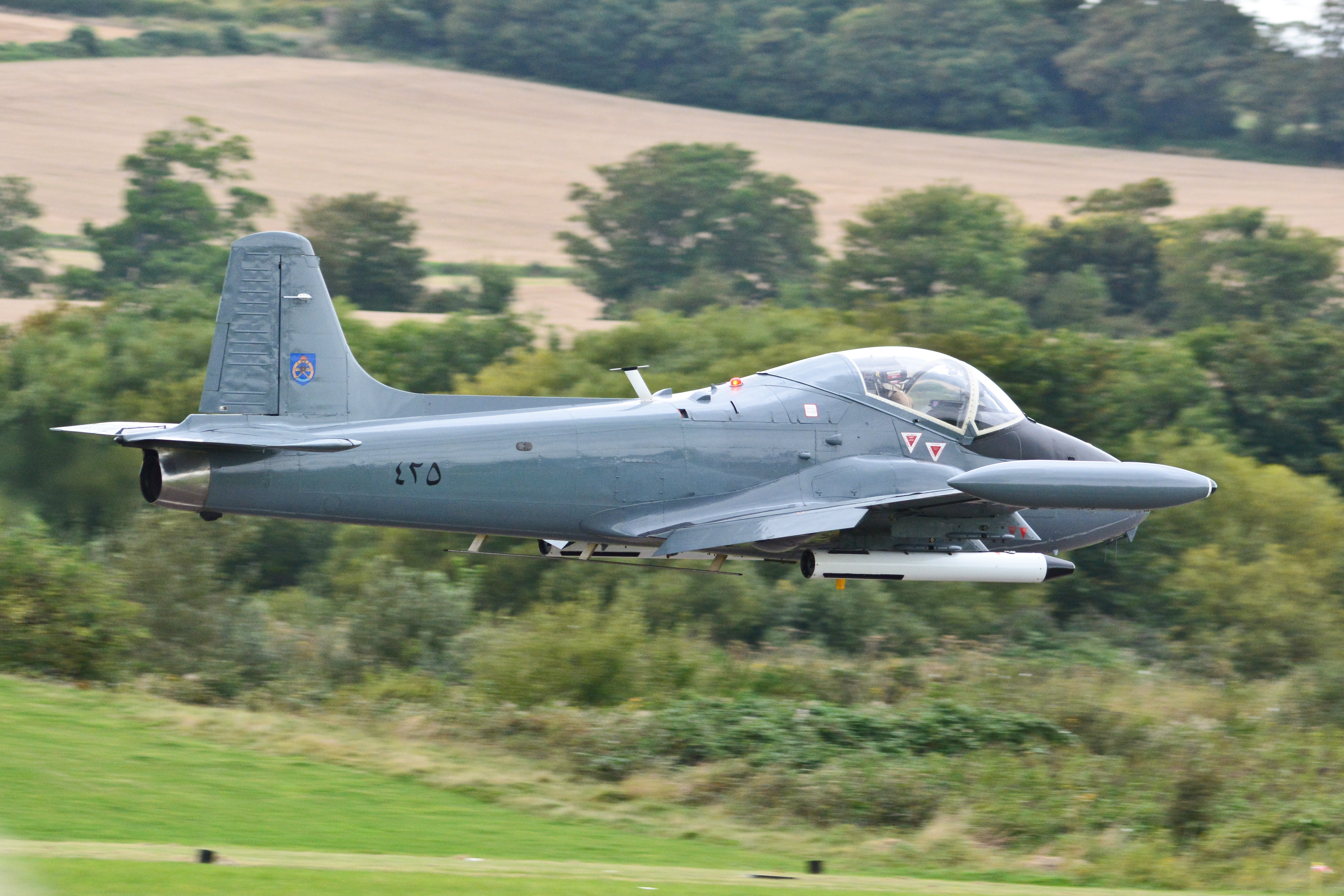
BAC Strikemaster, Shoreham Airshow 2014

البيانات من Jane's All The World's Aircraft 1976–77
الخصائص العامة
- الطاقم: اثنان (طيار، مساعد طيار)
- الطول: 33 قدم 8½ in (10.27 متر)
- باع الجناح: 36 قدم 10 in (11.23 متر)
- الارتفاع: 10 قدم 11½ in (3.34 متر)
- مساحة الجناح : 213.7 قدم² (19.85 متر²)
- جناح حامل: NACA 23015 (modified) at root, NACA 4412 (modified) at tip
- الوزن فارغة: 6,195 رطل (2,810 kg)
- الوزن محملة: 9,303 رطل (4,219 kg) (pilot training)
- وزن الإقلاع الأقصى: 11,500 رطل (5,215 kg)
- محرك الطائرة: 1 × Rolls-Royce Viper Mk.535 محرك نفاث عنفي, 3,140 lbf (15.2 kN)

الأداء
- لا تتجاوز سرعة: 518 ميل بالساعة (450 knots, 834 كم / ساعة)
- السرعة القصوى: 481 ميل بالساعة (418 knots, 774 كم / ساعة) at 18,000 قدم (5,485 متر)
- سرعة انهيار: 98 ميل بالساعة (85.5 knots, 158 كم / ساعة) (flaps down)
- مدى (طائرة): 1,382 ميل (1,200 nmi, 2,224 كم) (at max take-off weight)
- المدى القتالي: 145 ميل (126 nmi, 233 كم) with 3,000 رطل (1,360 kg) weapons, lo-lo-lo profile
- سقف الخدمة: 40,000 قدم (12,200 m)
- معدل الصعود: 5,250 قدم / دقيقة (26.7 م / ث)

التسليح

- نقطة تعليقs: 4 (2 في كل جناح) with a capacity of 3,000 رطل (1,364 kg) of bombs, machine gun pods, air-to-ground rocket pods, fuel drop tanks, and napalm tanks.

## وصلات خارجية
- RNZAF Museum Strikemaster page
- ABC Australia News
- BAC 167 Strikemaster
- Blue Air Training LLC
- Strikemaster Ltd